# Jaderná elektrárna Bruce
Jaderná elektrárna Bruce (anglicky Bruce Nuclear Generating Station) je osmireaktorová jaderná elektrárna v Kanadě. Má instalovaný výkon 7,474 MWe, což z ní činí největší na světě.
Výstavba započala v roce 1970 a 1. blok elektrárny vstoupil do provozu v roce 1977. Areál obsahuje celkem 9 reaktorů: 1. blok JE Douglas Point, který je již odstaven, 8 reaktorů je po rekonstrukci v provozu. Jako zdroj chlazení slouží Huronské jezero. V elektrárně byly použity kanadské tlakovodní reaktory PHWR-CANDU, chlazené těžkou vodou. Licenci vlastní do roku 2030. Pro prodloužení licence by byla nutná kompletní a velmi nákladná oprava.